# Isla Coats
La isla Coats (en inglés: Coats Island; en inuktitut, Akpatordjuark), es una isla deshabitada en Canadá que se encuentra en el extremo norte de la bahía de Hudson en la Región Kivalliq del territorio de Nunavut.

## Geografía
Con un área de 5498 km² ocupa la posición 107.ª del mundo y la 24.ª de Canadá. Como no existen asentamientos permanentes, también es la isla deshabitada mayor del hemisferio norte al sur del círculo polar ártico.
La isla Coats tiene unos 130 km de largo y alcanza una altitud máxima de 185 m sobre el nivel del mar. Este punto culminante se produce a lo largo de una estribación rocosa perímetral, situada al norte, entre el cabo Pembroke y el cabo Prefontaine. Las rocas en este ámbito son metamórficas del Precámbrico. Menos del 5 % de la isla tiene más de 100 m de altura sobre el nivel del mar. La mitad sur de la isla, de baja altitud, está formada principalmente por rocas sedimentarias del Paleozoico, como la caliza y arenisca.

## Historia
La isla se cree fue el último asentamiento de los sadlermiut, un pueblo representante de la cultura Dorset, que como sus vecinos de la isla Southampton, se extinguieron contrayendo la malaria que les contagiarían los occidentales.
El primer avistamiento registrado de la isla Coats fue hecho por Thomas Button en 1612, que la exploró más al año siguiente. Recibió su nombre de William Coats, un capitán de barco de la Compañía de la Bahía de Hudson (Hudson's Bay Company, HBC), que visitó la zona periódicamente entre 1727 y 1751.
En 1824, el HMS Griper, al mando del capitán George Francis Lyon, ancló frente al cabo Pembroke en la isla Coats. Luego, los balleneros descubrieron una banda de «esquimales» que se decía que hablaban un «dialecto extraño» y se llamaban sadlermiut. Desde entonces, los sadlermiut continuaron estableciendo contacto con los occidentales. Sin embargo, como con muchos aborígenes norteamericanos, los sadlermiut a menudo eran susceptibles a las enfermedades occidentales.
La zona se confirmó que era una isla por los balleneros estadounidenses, que comenzaron a visitar la zona en la década de 1860. Hacia 1896, solo quedaban 70 de los sadlermiut. Luego, en el otoño de 1902, la embarcación británica Active de comercio/ballenera se detuvo en el cabo Low. Se dice que algunos de los sadlermiut contrajeron una enfermedad, posiblemente una influenza, tifoidea o tifus, de un marinero enfermo a bordo del Active, que luego se extendió a toda la comunidad. En el invierno de 1902-1903, todo la población de los sadlermiut había muerto como resultado.
La Compañía de la Bahía de Hudson mantuvo en la isla un puesto comercial desde agosto de 1920 hasta agosto de 1924, y varias familias inuit llevadas desde la isla de Baffin en barco, vivieron en la isla durante ese período. Cerrada la dependencia comercial, la isla volvió a permanecer deshabitada.
Un puesto comercial de la Compañía de la Bahía de Hudson se mantuvo en la isla desde agosto de 1920 hasta agosto de 1924, y varias familias inuit vivieron en la isla durante ese período, algunas de las cuales habían sido llevadas desde la isla de Baffin en botes. En 1921, el capitán George Cleveland encontró en la isla Coats un dory (bote) volcado de un pescador que cubría dos esqueletos. Los restos se cree que eran del capitán Arthur Gibbons y de uno de sus oficiales, supervivientes del naufragio de la goleta estadounidense A. T. Gifford, dedicada a la caza de la ballena,. El Gobierno del Canadá ordenó una investigación penal.

## Naturaleza
Desde 1920, la isla Coats ha sido designada como reserva de renos. Después de que los caribús se extinguieran en la cercana Isla Southampton, el rebaño de Coats se utilizó para restablecer el rebaño de Southampton. También es conocida la isla por su población de Uria lomvia. Dos colonias de 30 000 aves anidan a lo largo de los acantilados rocosos del extremo norte. También hay importantes concentraciones de morsa, de la morsa haulouts, en la base de los acantilados o en islotes del extremo norte de la isla (uno en Cabo Pembroke y otro en Cabo Prefontaine). Estos son visitados regularmente por los inuit de la aldea de Coral Harbour, de Isla Southampton, para la cosecha.